# Apollo 12

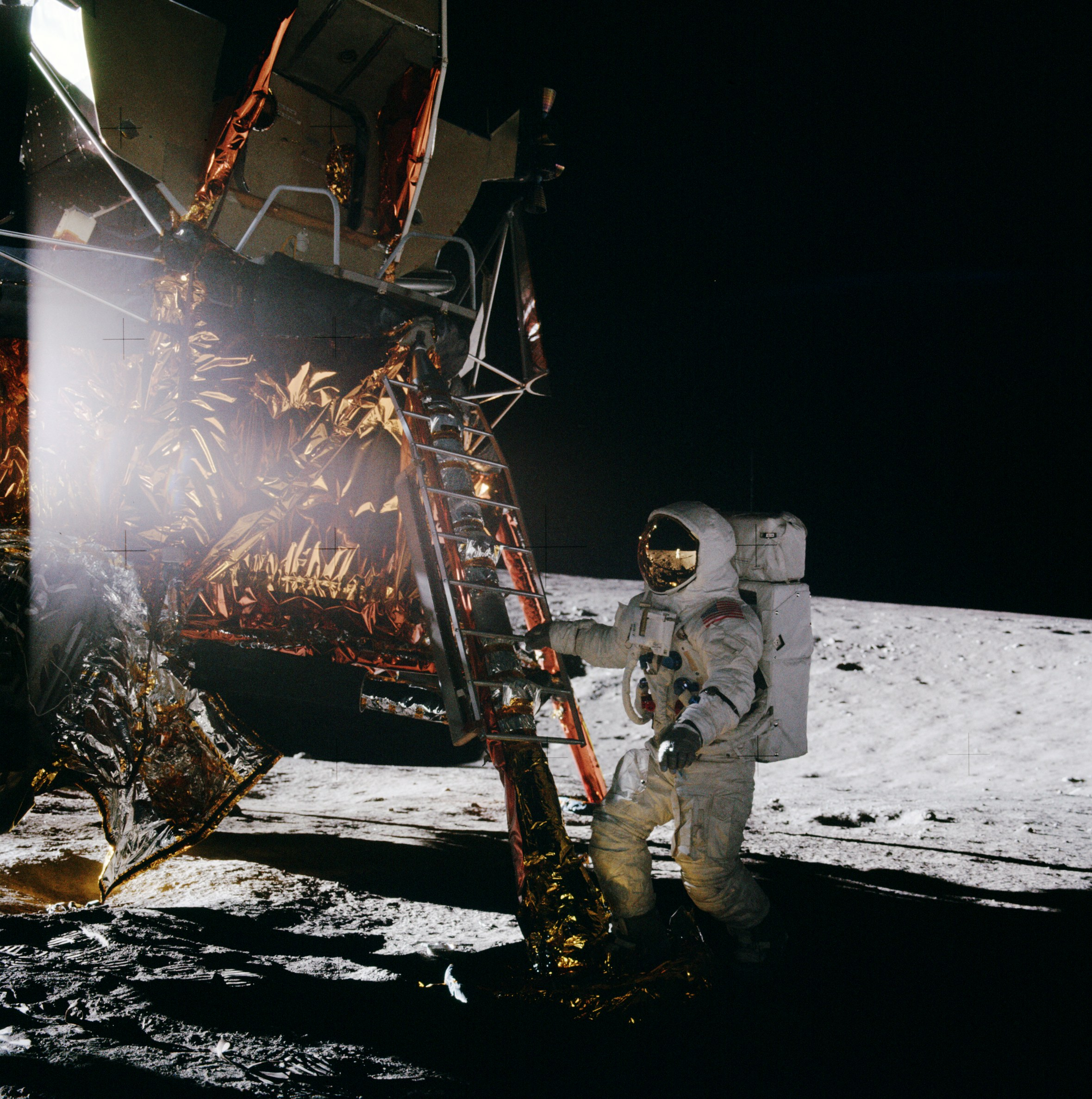
Al Bean opuszcza lądownik LM

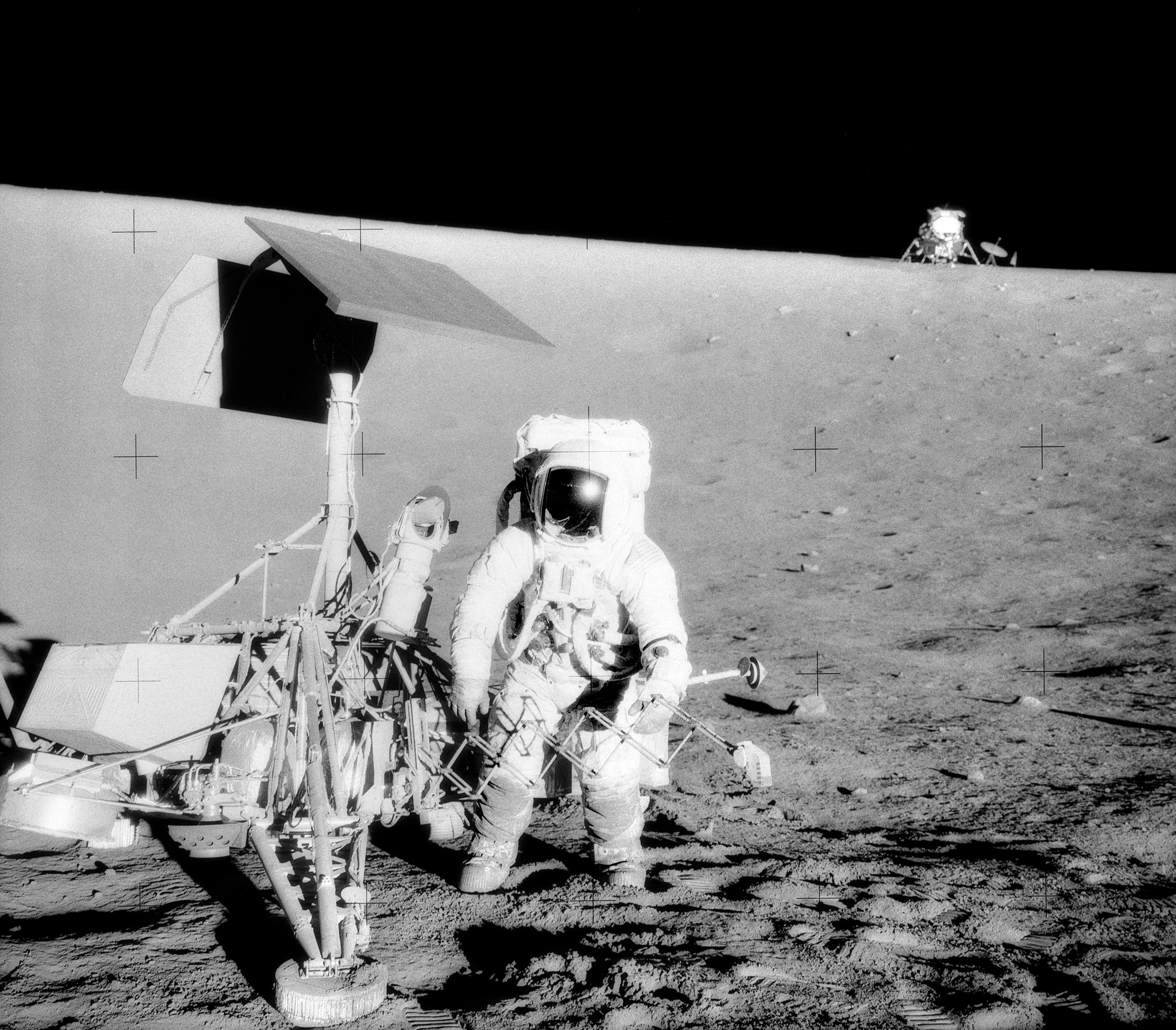
Pete Conrad przy lądowniku Surveyor

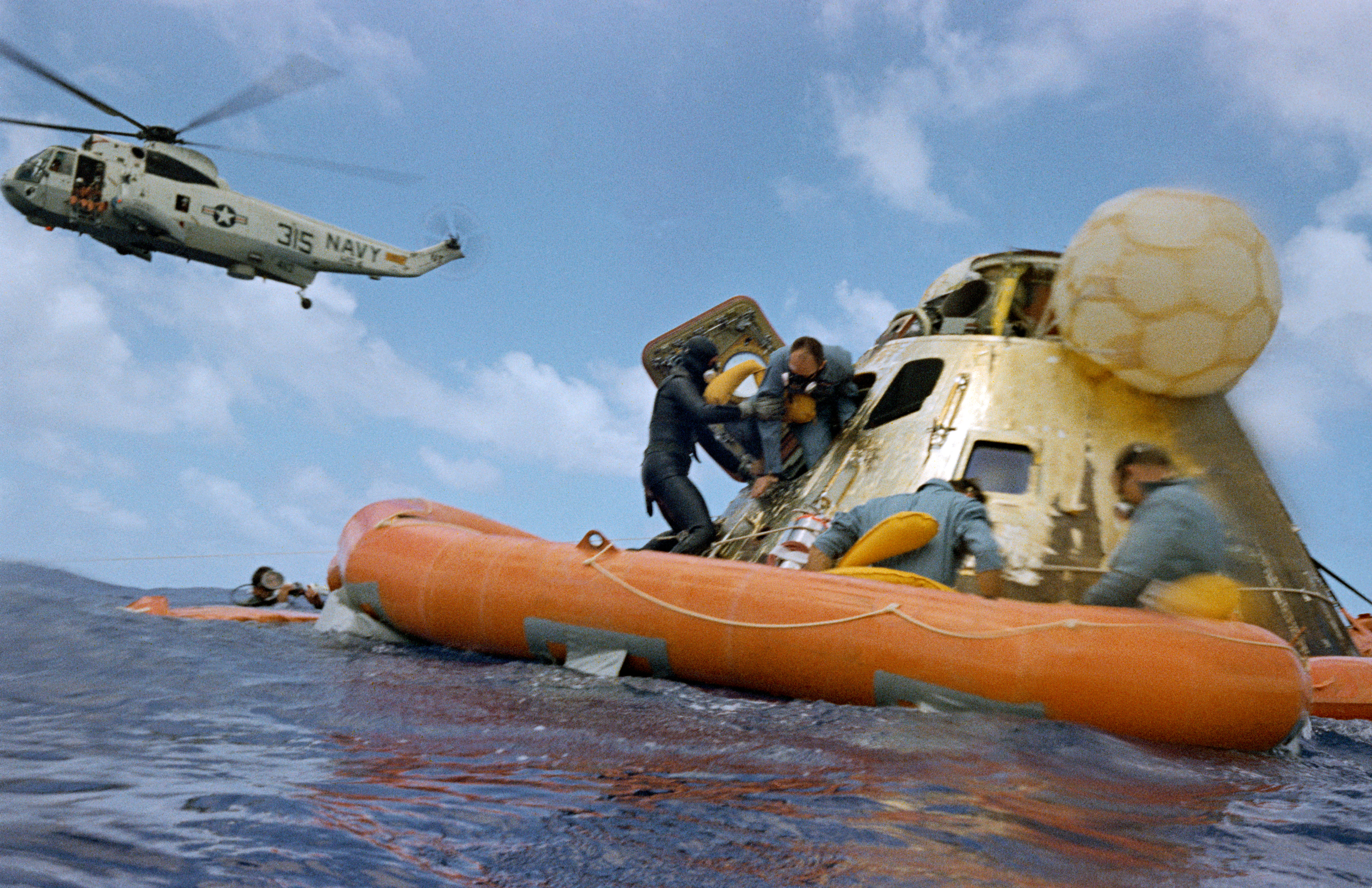
Po wodowaniu na wodach Pacyfiku

Apollo 12 – szósta załogowa misja programu Apollo, druga misja z lądowaniem ludzi na Księżycu. Misja ta była dowodzona przez Charlesa „Pete'a” Conrada. Start rakiety Saturn V misji Apollo 12 nastąpił 14 listopada 1969 roku, cztery miesiące po misji Apollo 11. Miejscem lądowania był księżycowy Ocean Burz. Wielkim osiągnięciem tej misji było precyzyjne lądowanie modułu księżycowego, 163 metry od amerykańskiej sondy kosmicznej Surveyor 3, która również łagodnie lądowała na Księżycu, dwa i pół roku wcześniej. Astronauci wymontowali z Surveyora 3 kamerę telewizyjną oraz kilka innych detali i przywieźli je na Ziemię. Conrad i pilot modułu księżycowego Alan LaVern Bean spędzili na powierzchni Księżyca jeden dzień i siedem godzin, podczas gdy w module dowodzenia na orbicie okołoksiężycowej pozostawał pilot Richard Gordon. Misja zakończyła się wodowaniem na Pacyfiku 24 listopada 1969 roku.

## Podstawowe dane
źródło
- Statek kosmiczny: CSM–108, LM-6
- Rakieta nośna: SA-507
- Stanowisko startowe: 39A
- Start: 14 listopada 1969, 11:22:00 EST
- Azymut startu: 72,0°
- Orbita okołoziemska: 185,4 km x 181,1 km
- Orbity okołoksiężycowe:
  - Orbita początkowa: 315,2 km x 114,2 km
  - Orbita kołowa: 122,4 km x 101,1 km
  - Orbita podejścia do lądowania (LM): 114,0 km x 16,1 km
- Współrzędne miejsca lądowania: 3,012°S, 23,422°W
- Lądowanie na Księżycu: 19 listopada 1969, 1:54:36 EST
- Start z powierzchni Księżyca: 20 listopada 1969, 9:25:47 EST
- Orbita postartowa LM:96,2 km x 17,1 km
- Orbita końcowa (po dokowaniu LM i CSM): 117,5 km x 107,5 km
- Czas spędzony przez załogę na Księżycu: 31 godz. 31 min. 25 s.
- Czas EVA: 7 godz. 45 min. 18 s. (dwa spacery)
- Czas pobytu na orbicie okołoksiężycowej: 88 godz. 58 min. 12 s. (45 okrążeń)
- Czas trwania misji: 244 godz. 36 min. 25 s.
- Wodowanie 24 listopada 1969, 15:58:25 EST

## Informacje dodatkowe
źródło
- Uderzenie stopnia startowego LM w powierzchnię Księżyca: 20 listopada 1969, 17:17: 18 EST
- Współrzędne miejsca upadku stopnia startowego LM: 3,94°S, 21,20°W
- Prędkość stopnia startowego LM podczas uderzenia: 1680 m/s
- Kąt upadku stopnia startowego LM: 3,7°
- Masa stopnia startowego LM podczas uderzenia: 2383 kg.

## Statek kosmiczny i rakieta nośna
źródło

### Statek kosmiczny
Czas dostarczenia elementów do KSC
- CSM: marzec 1969
- LM: marzec 1969

### Rakieta nośna
źródło
- Pierwszy stopień (S-IC): maj 1969
- Drugi stopień (S-II): kwiecień 1969
- Trzeci stopień (S-IVB): marzec 1969
- Instrument Unit (IU): maj 1969
- Masa startowa rakiety i statku kosmicznego: 2 942 790 kg
- Masa umieszczona na orbicie okołoziemskiej: 136 103 kg
- Masa umieszczona na orbicie okołoksiężycowej: 32 811 kg

## Główne cele misji
źródło
- Przeprowadzenie badań na powierzchni księżycowego morza i pobranie próbek gruntu.
- Ustawienie aparatury naukowej ALSEP.
- Opracowanie techniki precyzyjnego lądowania na Księżycu.
- Rozwijanie umiejętności pracy na powierzchni Księżyca.
- Wykonanie fotografii potencjalnych przyszłych miejsc lądowań.

## Szczegółowy opis celów misji i eksperymentów

### Cele główne
1. Pobranie próbki awaryjnej gruntu księżycowego.
2. Wyjście astronautów z lądownika i praca na powierzchni.
3. Ustawienie aparatury naukowej ALSEP.
4. Pobranie gruntu z powierzchni Księżyca.
5. Wykonanie badań geologicznych.
6. Wykonanie bliskich, stereometrycznych zdjęć powierzchni.
7. Uzyskanie danych o charakterystyce powierzchni Księżyca poprzez obserwację skutków pracy silnika DPS w miejscu lądowania.
8. Badanie składu chemicznego i składu izotopowego wiatru słonecznego.
9. Ocena wpływu warunków panujących na Księżycu na percepcję wzrokową lunonautów.
10. Określenie położenia LM na powierzchni Księżyca.
11. Wykonanie fotografii potencjalnych przyszłych miejsc lądowania.
12. Fotografowanie selenodezyjnych punktów odniesienia z orbity okołoksiężycowej (selenodezja – księżycowy odpowiednik geodezji).
13. Wielospektralna fotografia powierzchni Księżyca z orbity okołoksiężycowej. Celem eksperymentu był pomiar różnic koloru skał księżycowych.

### Cele drugorzędne
źródło
1. Odzyskanie elementów sondy Surveyor 3.
2. Wykonanie dokumentacji fotograficznej pobytu astronautów na Księżycu.
3. Przeprowadzenie transmisji telewizyjnej podczas pobytu na Księżycu (cel osiągnięty częściowo).

## Załoga
- Pete Conrad (uczestniczył w misjach Gemini 5, Gemini 11, Apollo 12 i Skylab 2), dowódca
- Richard Gordon (uczestniczył w misjach Gemini 11 i Apollo 12), pilot modułu dowodzenia
- Alan Bean (uczestniczył w misjach Apollo 12, Skylab 3), pilot modułu księżycowego

Cała załoga wywodziła się z amerykańskiej marynarki wojennej.

## Wodowanie
- Miejsce wodowania; Środkowy Pacyfik, 15°47′S, 165°09′W
- Pozycja: stabilna II (wierzchołkiem do dołu)
- Okręt ratowniczy: USS Hornet
- Podjęcie załogi: 24 listopada 1969, 16:58 EST
- Podjęcie statku: 24 listopada 1969, 17:46 EST

## Przebieg misji

### Start i przelot na orbitę okołoksiężycową
Apollo 12 wystartował w zaplanowanym czasie podczas burzy. 36,5 sekundy po wystrzeleniu z Kennedy Space Center statek kosmiczny zainicjował wyładowanie atmosferyczne, które poprzez Saturna V i pióropusz zjonizowanych gazów silników rakietowych zwarło się do ziemi. Było widoczne dla obserwatorów na Ziemi. Obwody zabezpieczające ogniwa paliwowe w module serwisowym wykryły przeciążenie i wyłączyły wszystkie trzy ogniwa. Drugie uderzenie piorunu w 52 sekundzie po starcie, gdy statek i rakieta znajdowały się w chmurach, trafiło w 8-płaszczyznowy wskaźnik położenia. W pomieszczeniu kontroli misji potok telemetrycznych informacji zaindukował lawinę absurdalnych komunikatów. Jednakże Saturn V kontynuował lot prawidłowo, uderzenia piorunów nie wpłynęły na sprawność rakiety.
Utrata trzech ogniw paliwowych spowodowała przełączenie CSM na zasilanie w energię elektryczną z baterii. Baterie nie były w stanie utrzymać 27 V DC przy 75 A obciążeniu. Jedna z przetwornic wyłączyła się. Problemy z dostarczaniem energii elektrycznej powodowały uruchamianie sygnalizacji ostrzegawczej na panelu kontrolnym i wadliwe działanie instrumentów.
W 98 sekundzie od startu, załoga na polecenie kontrolera z Ziemi Johna Aarona, włączyła automatyczny układ przywracania sprawności zasilania i odzyskano dane telemetryczne. Z danych tych wynikało, że trzy ogniwa paliwowe są wyłączone i John Aaron kazał je wyzerować. Ogniwa 1 i 2 wróciły do szyny zasilającej w 144 sekundzie; ogniwo 3 w 171 sekundzie. Napięcie główne wzrosło do około 30 V, i parametry elektryczne wróciły do normy.
Po dotarciu na orbitę parkingową (orbita okołoziemska) astronauci uważnie sprawdzili sprawność statku kosmicznego i okazało się, że uderzenie pioruna nie spowodowało żadnych poważnych uszkodzeń. Bliskoziemski lot trwał do godziny 19:10. Odlot od Ziemi odbył się z prędkością 10 788 m/s. Następnym etapem było kolejne włączenie silnika trzeciego stopnia S-IVB i nadanie statkowi kosmicznemu Apollo 12 prędkości ucieczki z Ziemi i kursu na orbitę okołoksiężycową po tak zwanej trajektorii hybrydowej.
W odróżnieniu od misji Apollo 8, Apollo 10 i Apollo 11 astronauci w Apollo 12 nie podróżowali po trajektorii swobodnego powrotu, która wykorzystywała grawitację Księżyca, by zawrócić statek z powrotem ku Ziemi. Zaletą tej trajektorii było względne bezpieczeństwo. Załoga mogła wrócić na Ziemię nawet w sytuacji, gdyby zawiódł system napędowy. Po trzydziestu godzinach i pięćdziesięciu trzech minutach po starcie, statek opuścił trajektorię swobodnego powrotu. Od tego momentu, jedyną siłą, która mogła sprowadzić statek z powrotem na Ziemię, był główny silnik Apollo. Lot po  trajektorii hybrydowej oznaczał, że w przypadku awarii silnika, Apollo 12 co prawda zostanie skierowany ku Ziemi, jednak ominie planetę w zbyt dużej odległości, by wejść w atmosferę.
Trajektoria swobodnego powrotu stanowi technicznie bardzo wygodne rozwiązanie, ale powoduje poważne ograniczenia, dotyczące wejście statku na orbitę okołoksiężycową, zawężając obszar lądowania i badań do okolic równikowych Księżyca.    
Początkowo istniała obawa, że uderzenie piorunu mogło uruchomić mechanizm rozwijania spadochronów hamujących modułu dowodzenia poprzez zdetonowanie śrub eksplozywnych. Jeżeli rzeczywiście tak się stało, można było oczekiwać różnych efektów podczas lądowania, aż do uderzenia modułu dowodzenia w ocean z dużą prędkością i śmierci astronautów włącznie. Astronauci nic nie wiedzieli o takiej ewentualności i nie zostali o tym powiadomieni aż do szczęśliwego wodowania na Pacyfiku.
Kiedy statek kosmiczny Apollo 12 uzyskał trajektorię i prędkość trans-lunarną, nadszedł moment na rozłączenie członu S-IVB i modułu księżycowego. Następnie moduł księżycowy został połączony z modułem dowodzenia, a w członie S-IVB silnik został włączony po raz ostatni, aby resztki paliwa wykorzystać do wejścia na orbitę okołosłoneczną. Jednak niewielki błąd w systemie sterowania rakiety Saturn V spowodował zbyt wielkie odchylenie od kursu, człon S-IVB nie wykorzystał grawitacji Księżyca do uzyskania prędkości ucieczki z Ziemi i osiągnął jedynie bardzo ekscentryczną, niestabilną orbitę okołoziemską. W końcu człon opuścił orbitę okołoziemską w 1971 roku, aby po 31 latach znowu się na niej znaleźć. Wcześniej został odkryty przez astronoma Billa Yeunga jako planetoida i zanim ustalono, że jest to obiekt sztuczny, skatalogowano go jako J002E3. Rok później, w czerwcu 2002 roku, opuścił orbitę okołoziemską. Jego dalsza trajektoria jest nieznana.  Była to ostatnia próba umieszczenia członów S-IVB na orbicie okołosłonecznej w misjach Apollo, następne człony były kierowane w Księżyc.

### Lądowanie
Umieszczenie statku na orbicie okołoksiężycowej zostało przeprowadzone za pomocą dwóch manewrów z wykorzystaniem głównego silnika statku Apollo. W trakcie lotu poza Księżycem o godzinie 3:47 w dniu 18 listopada 1969 roku zmniejszono prędkość o 881 m/s. Po kolejnych czterech godzinach i dziewiętnastu minutach prędkość  zmniejszono o dalsze 51,5 m/s, co przekształciło orbitę statku w elipsę o parametrach 100÷122 km. Przed przejściem na orbitę podejścia do lądowania, pozycja statku względem Księżyca była przesunięta o około 8 km na północ w stosunku do zakładanej. Błąd został skorygowany w trakcie lądowania, poprzez aktualizację danych w komputerze systemu kierowania lądownika. Po wejściu na orbitę okołoksiężycową okazało się, że położenie statku jest bardziej odległe od planowanego, niż w przypadku Apollo 11. Problem nie wynikał jedynie z nawigacji, ale także z obliczeń dotyczących położenia miejsca lądowania. Procedury lądowania wyglądały nieco inaczej, niż Apollo 11. Wnioski jakie wyciągnięto z poprzedniej misji spowodowały zmiany w procedurach. Tym razem manewr musiał być bardziej precyzyjny. Statek wyprawowy LM odłączył się o godzinie 4:15 19 listopada 1969 roku. Pierwsze zmniejszenie prędkości o 21,9 m/s nastąpiło po 55. minutach. Peryselenium orbity lądownik osiągnął o 6:42 i w tym momencie rozpoczęło się ostateczne lądowanie. Rozdzielenie statku Apollo i lądownika odbyło się w pozycji radialnej w odniesieniu do Księżyca i zostało przeprowadzone w bardziej delikatny sposób. Pozwoliło to zapobiec powstaniu niezamierzonych przyspieszeń. Zmieniono orientację lądownika w czasie schodzenia. Lądownik rozpoczął schodzenie  z przednią stroną skierowaną ku górze, co uniemożliwiło wykonywanie zdjęć. Podczas gdy Aldrin z Apollo 11 sfilmował niemal całe czternastominutowe podejście do lądowania, Bean włączył kamerę na siedem minut przed osadzeniem lądownika Interpid. W zbiornikach członu hamującego było o około 100 kg więcej aerozyny 50 i tetratlenku diazotu niż w czasie misji Apollo 11. Zadaniem tej misji było nie tylko lądowanie, ale także precyzyjne trafienie w sąsiedztwo Surveyora 3. Początkowo silnik dostarczał minimalny ciąg  5700 N (580 kG). Po 27 sekundach został włączony pełny ciąg. Conrad i Bean przejęli sterowanie na wysokości 110 m i miękko posadzili statek niecałe 250 metrów od miejsca, którego współrzędne zaprogramowano w komputerze i 163 metry od sondy, która spoczywała na powierzchni Księżyca od trzydziestu jeden miesięcy. Apollo 12 wylądował na Oceanie Burz, na którym wcześniej lądowało kilka bezzałogowych misji (Łuna 5, Surveyor 3, Ranger 7). Międzynarodowa Unia Astronomiczna ang. International Astronomical Union ochrzciła ten region Mare Cognitum łac. Morze Poznane.
Drugie księżycowe załogowe lądowanie odbyło się przy użyciu zaawansowanego radaru dopplerowskiego, który umożliwiał precyzyjne określenie punktu lądowania. Większość trajektorii zniżania pokonywana była automatycznie, z ręcznym sterowaniem przez końcowe kilkadziesiąt metrów.

### EVA
Pojęcie EVA używane w astronautyce, pochodzi od ang. Extra-vehicular activity (EVA) i oznacza działania na zewnątrz statku kosmicznego. Termin ten głównie dotyczy EVA wykonanych na zewnątrz statku kosmicznego orbitującego wokół Ziemi (spacer kosmiczny), również odnosi się EVA wykonanych na powierzchni Księżyca (spacer księżycowy). W późniejszych księżycowych misjach (Apollo 15, Apollo 16, Apollo 17) w drodze powrotnej pilot modułu dowodzenia wykonywał EVA w celu odzyskania puszek z filmami wykonanymi przez kamerę panoramiczną znajdującą się w pojemniku modułu serwisowego. Te trzy spacery kosmiczne były przeprowadzone w głębokiej przestrzeni kosmicznej.
W celu poprawienia jakości obrazu telewizyjnego emitowanego z Księżyca, Apollo 12 wiózł kamerę kolorową, nie monochromatyczną jak Apollo 11. Niestety, kiedy Bean umieszczał kamerę w pobliżu modułu księżycowego skierował obiektyw na Słońce, a była to jedna z niewielu czynności jakich nie było wolno z tą kamerą robić, tak więc relacja telewizyjna misji Apollo 12 przedstawiała obraz składający się z dwóch pól o różnych kolorach połączonych krzywą linią.
Apollo 12 szczęśliwie wylądował w pobliżu sondy Surveyor 3. Astronauci wyszli na zewnątrz nieco później niż planowano. Spowodowane było to dokładnym określeniem miejsca położenia lądownika. Biorąc pod uwagę bliskość horyzontu i nieobecność atmosfery nie było to łatwe. W rezultacie dopiero po wyjściu z lądownika Conrad stwierdzić, że lądownik znajduje się we właściwym miejscu. Astronauci spędzili na powierzchni prawie osiem godzin – dwa razy po cztery godziny, oddzielone dwunastogodzinnym odpoczynkiem. W trakcie pierwszego spaceru astronauci rozstawili ALSEP w odległości około 200 m na północ od LM, a następnie przeszli 200 metrów do brzegu dużego, starego krateru Middle Crescent. Następny spacer był bardziej ambitny. Po dojściu do ALSEP poszli na południowy zachód wokół krawędzi krateru Head, a dalej skierowali się na południe do krateru Bench. Po kolejnych stu metrach osiągnęli najbardziej odległy punkt od lądownika. Dotarli w ten sposób do stosunkowo młodego krateru Aharp-Apollo. W  powrotnej drodze ponownie odwiedzili krater Bench i po kolejnych 200 metrach mały krater Halo, położony około 200 metrów na południe od LM. Później skierowali się do krateru Surveyor. Krater ten ma około 200 metrów średnicy. Na jego zachodnim skraju, na stoku pochylonym pod kątem 12 stopni, znajduje się sonda, której krater zawdzięcza swoją nazwę. Conrad i Bean  wymontowali części sondy (kamerę telewizyjną i próbnik gruntu), aby zabrać je na Ziemię do analizy. Astronauci zebrali próbki skał i wykonali zdjęcia, które miały być później porównane z fotografiami zrobionymi przez sondę po wylądowaniu w kwietniu 1967 roku. Zwrócili uwagę, że sonda jest pokryta warstwą pyłu, a izolacja przewodów elektrycznych w znacznym stopniu rozpadła się. Następnie powrócili do LM i przygotowali się do powrotu na statek Apollo 12.
 Obecnie twierdzi się, że pospolite bakterie Streptococcus mitis znalezione na elementach sondy a zanieczyszczone na Ziemi, przeżyły w stanie uśpienia w tych surowych warunkach przez 2 i pół roku. Jednakże znalezisko to jest kwestionowane. Części zabrane z powierzchni Księżyca i przywiezione na Ziemię były traktowane w sposób nieprzestrzegający koniecznych procedur zapewniających sterylność. W tej chwili nie ma żadnych dowodów na to, iż wspomniane bakterie były kiedykolwiek wystawione na oddziaływanie przestrzeni kosmicznej.
Podczas aktywności EVA astronauci Conrad i Bean gromadzili skały księżycowe, ustawiali wyposażenie do pomiaru aktywności sejsmicznej Księżyca, do pomiaru strumienia wiatru słonecznego, strumienia pola magnetycznego i przekazywali te dane na Ziemię. Urządzenia te były częścią pierwszego kompletu stacji ALSEP, zasilanej energią atomową, założonej przez astronautów na Księżycu do przekazywania danych na Ziemię przez dłuższy okres. Astronauci wykonywali zdjęcia i podczas gdy Alean Bean naświetlił kilka rolek filmu na powierzchni Księżyca, Gordon na pokładzie modułu dowodzenia na księżycowej orbicie wykonał fotografie w różnych widmach.
Pamiątkowa płyta członu zniżania modułu księżycowego Apollo 12 była wyjątkowa, ponieważ inaczej niż inne plakietki programu Apollo nie posiadała opisu Ziemi i posiadała inną strukturę. Plakietki pozostałych misji miały czarne liternictwo na polerowanej stali nierdzewnej, podczas gdy plakietka Apollo 12 miała czarne liternictwo na matowej stali nierdzewnej.

### Powrót na Ziemię
Start kabiny statku wyprawowego nastąpił 20 listopada o godzinie 14:26. Połączenie ze statkiem Apollo miało miejsce o godzinie 18:05. Po starcie członu wznoszenia z powierzchni Księżyca i po operacji dokowania do modułu dowodzenia, człon wznoszenia został odłączony od zestawu CSM i po zmniejszeniu prędkości o 60 m/s, zakończył swoją rolę rozbijając się o powierzchnię Księżyca. Podczas deorbitacji stopnia startowego LM, czas działania silnika hamującego ASP trwał dłużej niż zaplanowano. Spowodowało to przesunięcie miejsca upadku o 65 km w stosunku do zaplanowanego. Stopień startowy uderzył w powierzchnię Księżyca 76 km (planowano 10 km) na południowy wschód od sondy Surveyor 3. Stało się to 20 listopada 1969 roku o współrzędnych 3,94° Płd, 21,20° Zach. Wywołało to wstrząs, jak wybuch 800 kg trinitrotoluenu. Sejsmometry, które astronauci zostawili na Księżycu notowały wibracje tego uderzenia przez ponad godzinę.
.

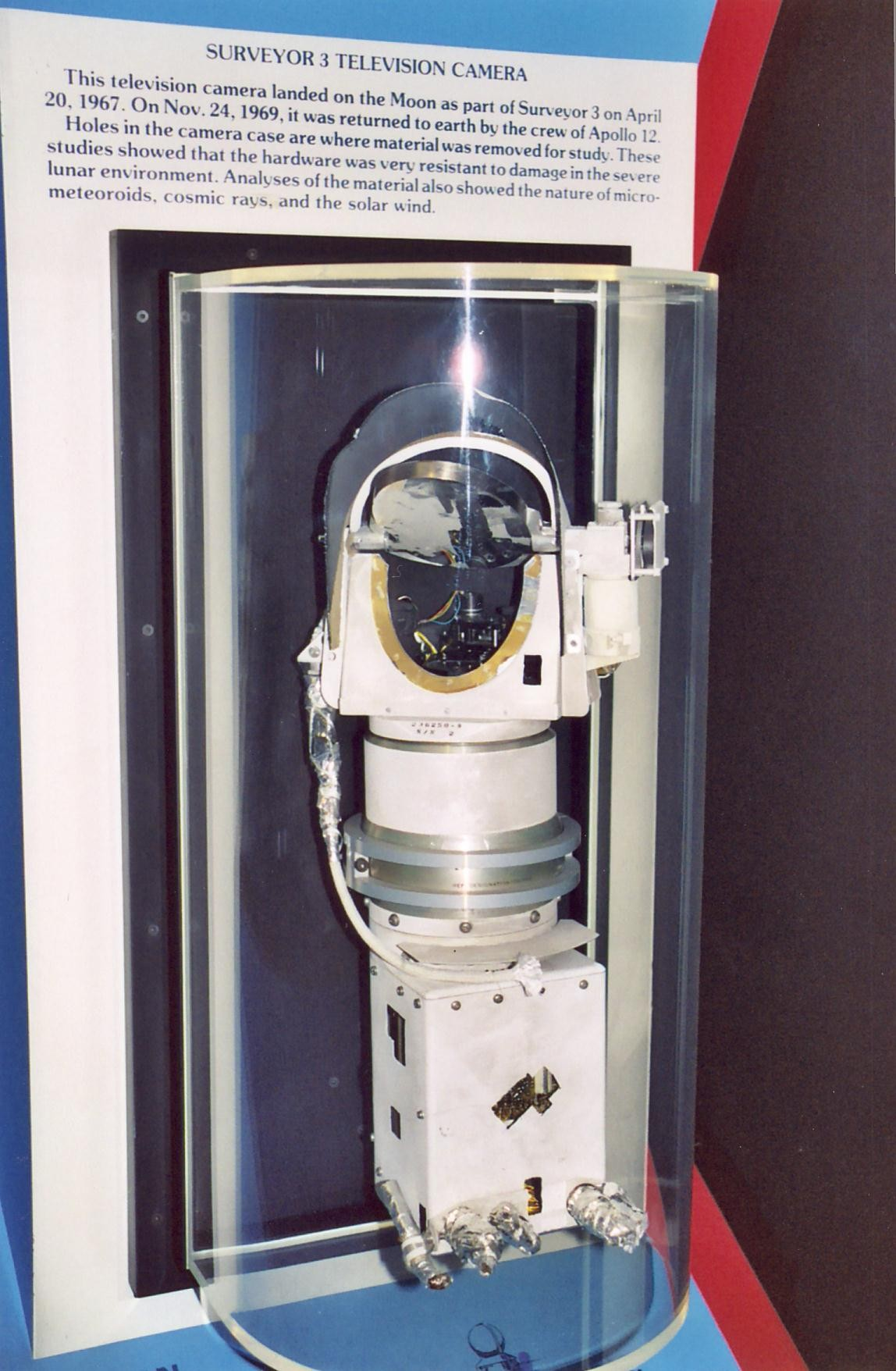
Kamera sondy Surveyor 3 odzyskana przez załogę Apollo 12 znajduje się teraz w Galerii Eksploracji Planet National Air and Space Museum

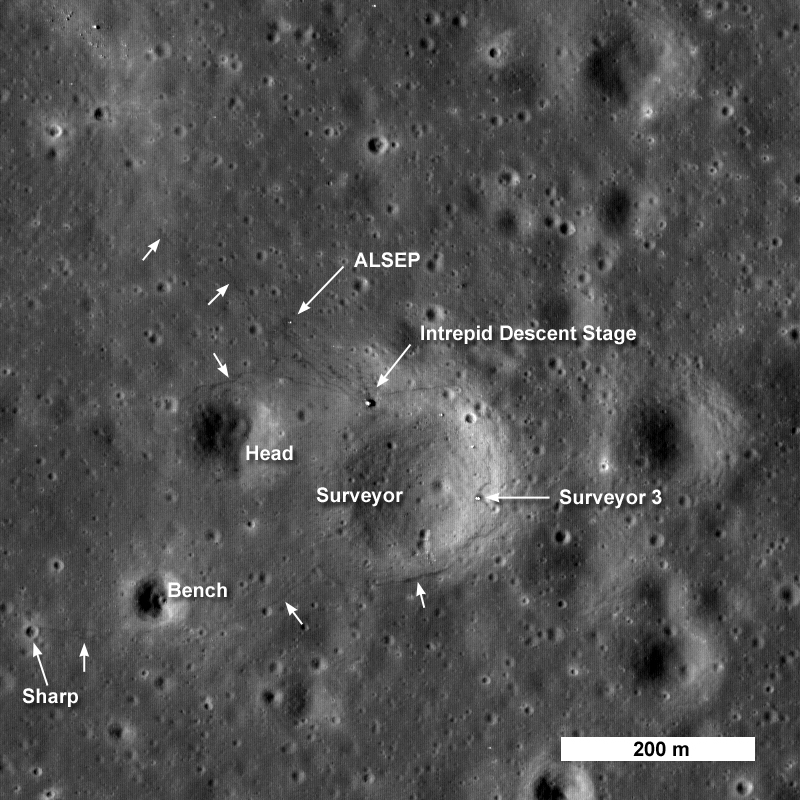
W 2009 roku sztuczny satelita Księżyca Lunar Reconnaissance Orbiter sfotografował miejsce lądowania Apollo 12. Na zdjęciu są widoczne: człon zniżania „Intrepid”, zestaw urządzeń badawczych (ALSEP), sonda Surveyor 3 i ślady stóp astronautów.

Załoga misji Apollo 12 została jeden dzień dłużej na orbicie okołoksiężycowej. Czas poprzedzający odlot selenonauci poświęcili na odpoczynek i badania naukowe, a zwłaszcza na fotografowanie rejonów przewidzianych na lądowiska dla misji Apollo 13, Apollo 14 i Apollo 15. Posługiwali się różnobarwnymi filtrami optycznymi. Odlot Apollo 12 ku Ziemi nastąpił 21 listopada o godzinie 20:21:49. Całkowity czas pobytu na powierzchni Księżyca wynosił trzydzieści jeden i pół godziny, a całkowity czas na orbicie około księżycowej wynosił osiemdziesiąt dziewięć godzin.
W drodze powrotnej na Ziemię, po opuszczeniu orbity księżycowej, załoga Apollo 12 obserwowała i fotografowała zaćmienie Słońca, chociaż tym razem obiektem zasłaniającym Słońce była Ziemia.
Przed wejściem w atmosferę Moduł Dowodzenia/Serwisowy podzielił się na dwa moduły: dowodzenia i serwisowy. Moduł dowodzenia z załogą na pokładzie wykonał sterowane wejście w atmosferę, a moduł serwisowy zgodnie z planem spłonął.
Moduł dowodzenia, Yankee Clipper wodował 24 listopada 1969 roku w rejonie Wysp Pago Pago na Oceanie Spokojnym 24 listopada o godzinie 20:58. Również tę wyprawę zakończono kwarantanną biologiczną selenonautów, która trwała do 10 grudnia 1969 roku. Tak jak w przypadku misji Apollo 11 dała wynik negatywny.
Yankee Clipper jest wystawiony w Virginia Air and Space Center, w Hampton w Wirginii. Jego okręt poszukiwawczy USS Hornet (CV-12) jest eksponatem w muzeum w Alameda w Kalifornii.

## Podsumowanie
źródło
- Pierwszy raz wykorzystano silniczki orientacji stopnia S-IVB do wykonania manewru wymijania połączonych statków Apollo i LM.
- Po raz pierwszy wykorzystano trajektorię hybrydową.
- Pierwsze precyzyjne lądowanie (163 m od celu).
- Pierwszy raz astronauci wykonali dwa spacery.
- Ustawienie na powierzchni Księżyca pierwszego zestawu ALSEP.
- Po raz pierwszy astronauci współpracowali z geologami na Ziemi w czasie pracy na Księżycu.
- Największa dotychczas całkowita odległość przebyta przez selenoautów na powierzchni Księżyca (2,3 km).
- Najdłuższy dotychczasowy pobyt człowieka na Księżycu.
- Największy ładunek dotychczas przywieziony z Księżyca na Ziemię (34,4 kg próbek gruntu księżycowego oraz elementy sondy Surveyor 3).

Wszystkie prace na Księżycu zostały wykonane zgodnie z planem i w przewidzianym czasie.